# Kim Britov
Kim Nicolaevitch Britov (Ким Николаевич Бритов) est un artiste peintre figuratif russe né à Sobinka (Собинка) le 8 janvier 1925, mort le 5 janvier 2010 à Vladimir (Владимир). Avec Vladimir Youkin (ru) et Valery Kokurin (ru), il est l'un des trois fondateurs de l'école de peinture de paysage de Vladimir.

## Biographie
Kim Britov passe son enfance jusqu'à l'âge de treize ans à Kovrov où son père, ouvrier de l'industrie textile décoré de l'ordre du Drapeau rouge, est devenu directeur d'une usine de filature et de tissage. L'année 1938 est marquée par l'arrestation de ses parents qui fait qu'avec sa sœur il est accueilli par son frère aîné en la ville de Vladimir où il travaille comme tourneur et soudeur électrique.
Kim Britov est engagé volontaire dans l'artillerie lors de la Seconde Guerre mondiale, la blessure à la main qu'il y reçoit, qui sera un handicap sérieux lors de ses débuts dans la peinture, lui valant la médaille du courage de la "Grande guerre patriotique". Après avoir été, jusqu'en 1948, l'élève de Nicolaï Petrovitch Sychev (le nom de ce maître, spécialiste de la tradition de l'icône, est alors essentiellement attaché à la restauration des fresques de Théophane le Grec en l'église de la Transfiguration-du-Sauveur-sur-Iline de Novgorod) à  l'école d'art de Mstera (ru) (мстера), Kim Britov est avec, les peintres Vladimir Youkin (1920-2000); Valery Kokurin (1930-) et Mikhail Izotov, l'un des principaux fondateurs en 1952 de l'École de Vladimir, laquelle se constitue d'un cercle d'artistes qui, dans une figuration classique, se consacre à la peinture de paysage. Kim Britov est en 1954 membre de l'Union des peintres d'URSS (pendant dix années, de 1956 à 1965, il y préside la branche régionale des artistes de Vladimir) et participe aux expositions moscovites de celle-ci à partir de 1957, connaissant sa première exposition personnelle en 1975. En 1981, il s'installe dans une « accueillante maison de campagne », où il vivra et peindra jusqu'au grand soir de sa vie, située dans le quartier Trinity-Tatarovo (Троицкое-Татарово) de Mstera (maison identifiable par la plaque commémorative apposée en 2015 dans le cadre d'une manifestation dédiée au quatre-vingt dixième anniversaire de sa naissance : Ici, de 1981 à 2009, vécut et travailla le peintre russe Kim Nicolaevitch Britov).
Kim Britov est vu comme se dégageant de la figuration classique ou post-impressionniste issue du réalisme socialiste par ses intentions « fauves », voire « incendiaires », par quoi il est perçu que « la peinture de l'École d'art de peinture de paysage de Vladimir est un manifeste : les Fauves de Vladimir chargent leur tables de couleurs en plaisirs. L'intensité des rouges et des noirs est mise en valeur par des jaunes brillants. Artiste d'instinct, Kim Britov ne craint pas de jeter sur la toile des couleurs pures ».
La chute du communisme se traduit en 1991 pour Kim Britov par un séjour de plusieurs mois qu'il effectue à Easton (Maryland) sur une invitation qui lui est faite par l'Académie des arts et où il peint des scènes de rues sur le motif. Il donne une conférence à l'Académie le 26 juin, attribuant « la luminosité et l'audace de ses couleurs vives » à l'influence des peintres russes Constantin Youon, Boris Kustodiev, Igor Grabar et Isaac Levitan, confiant aussi son admiration pour Pieter Brueghel le Jeune, Vincent Van Gogh et Amedeo Modigliani.
De 1997 à 2003, Kim Britov est professeur au département des arts graphiques de l'université pédagogique d'État de Vladimir. C'est au terme de plus de soixante années d'activité picturale, où il est estimé qu'il a peint trois à quatre mille tableaux (la plupart sont des paysages urbains ou ruraux liés aux villes de Souzdal, Vladimir, Rostov-sur-le-Don, Borisoglebsk, à ses visites de la Carélie, de la Mordovie et de l'Oural) et qu'il a participé à environ deux-cent vingt expositions, qu'il meurt le 5 janvier 2010, soit trois jours avant son quatre-vingt cinquième anniversaire. Le Centre des beaux-arts de l'Oblast de Vladimir maintient l'exposition rétrospective prévue pour célébrer l'artiste en cette occasion, inaugurée le 12 janvier suivant sous la forme d'un hommage posthume.
Kim Britov repose dans l'allée d'honneur du cimetière d'Ulybyshevo (ru) (Улыбышево - Oblast de Vladimir). Ses traits nous sont fixés par le tableau Kim Britov peignant, œuvre d'Evsey Moiseenko (en) conservée au musée-réserve de Novgorod.

## Expositions

### Expositions personnelles
- Hommage à Kim Britov, Centre des beaux-arts de l'Oblast de Vladimir, Sobinka, janvier 2010[11].
- Kim Britov - La période grise : peintures, 1945-1950, Galerie d'art Palat, Vladimir, décembre 2017 - avril 2018[12].

### Expositions collectives

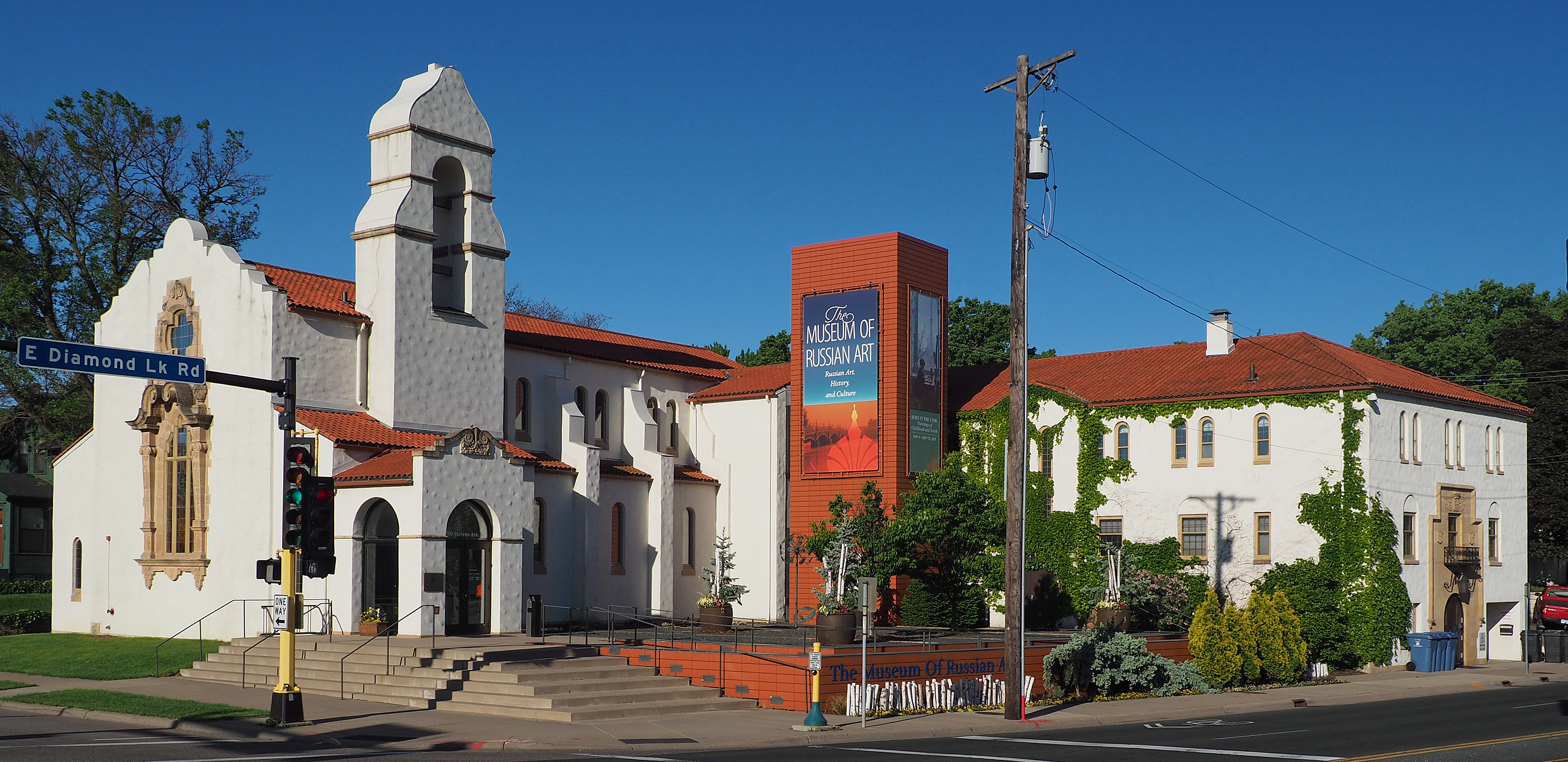
The Museum of Russian Art, Minneapolis

- Exposition d'art de l'oblast de Vladimir, Vladimir, 1948[13].
- Exposition Russie soviétique, Moscou, 1960.
- Exposition de peintres russes contemporains, Milan, octobre 1969.
- Peintres soviétiques contemporains à Varèse, Musei civici di Villa Mirabello (it), Varèse, avril-juin 1988.
- 9e exposition d'art panrusse, Moscou, 1999[14].
- L'École de peinture de Vladimir, Galerie Les Oréades, Moscou, décembre 2009 - janvier 2010[15].
- Salon L'art de Vladimir (soixante-cinquième anniversaire de l'entrée de l'office régional de Vladimir au sein de l'Union des artistes de Russie), Maison centrale des artistes de Russie (organisation : Galerie TNK Art, Moscou:Union des artistes de Russie, office régional de Vladimir), avril-mai 2010[16].
- Hommage à Pieter Brueghel l'Ancien, musée Vyatka, Kirov, mai-juin 2011.
- La Neige dans l'œuvre des artistes de Vladimir, Kunstverein, Erlangen, novembre-décembre 2011.

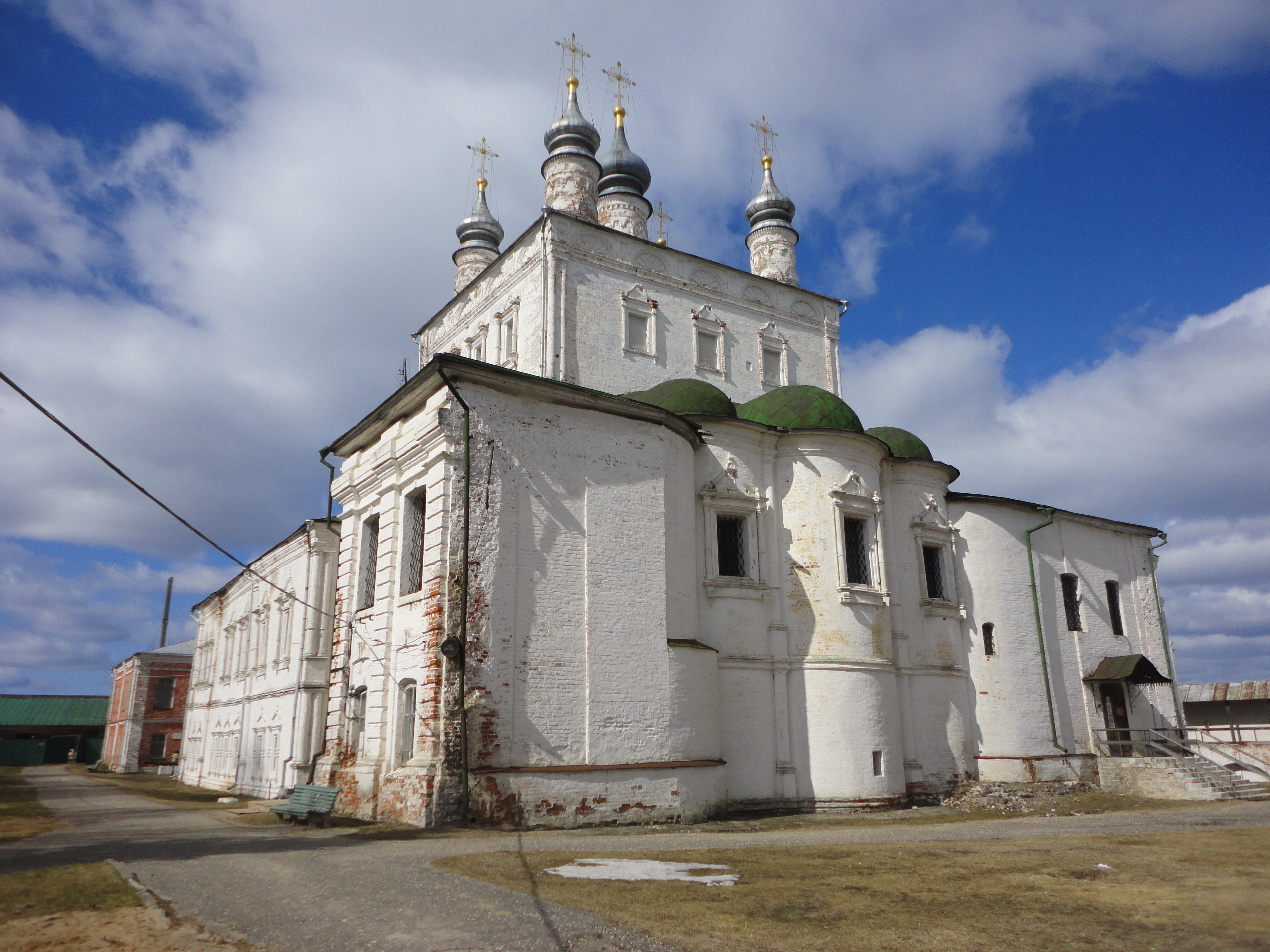
Musée-réserve national d'histoire, d'architecture et d'art, Pereslavl-Zalesski

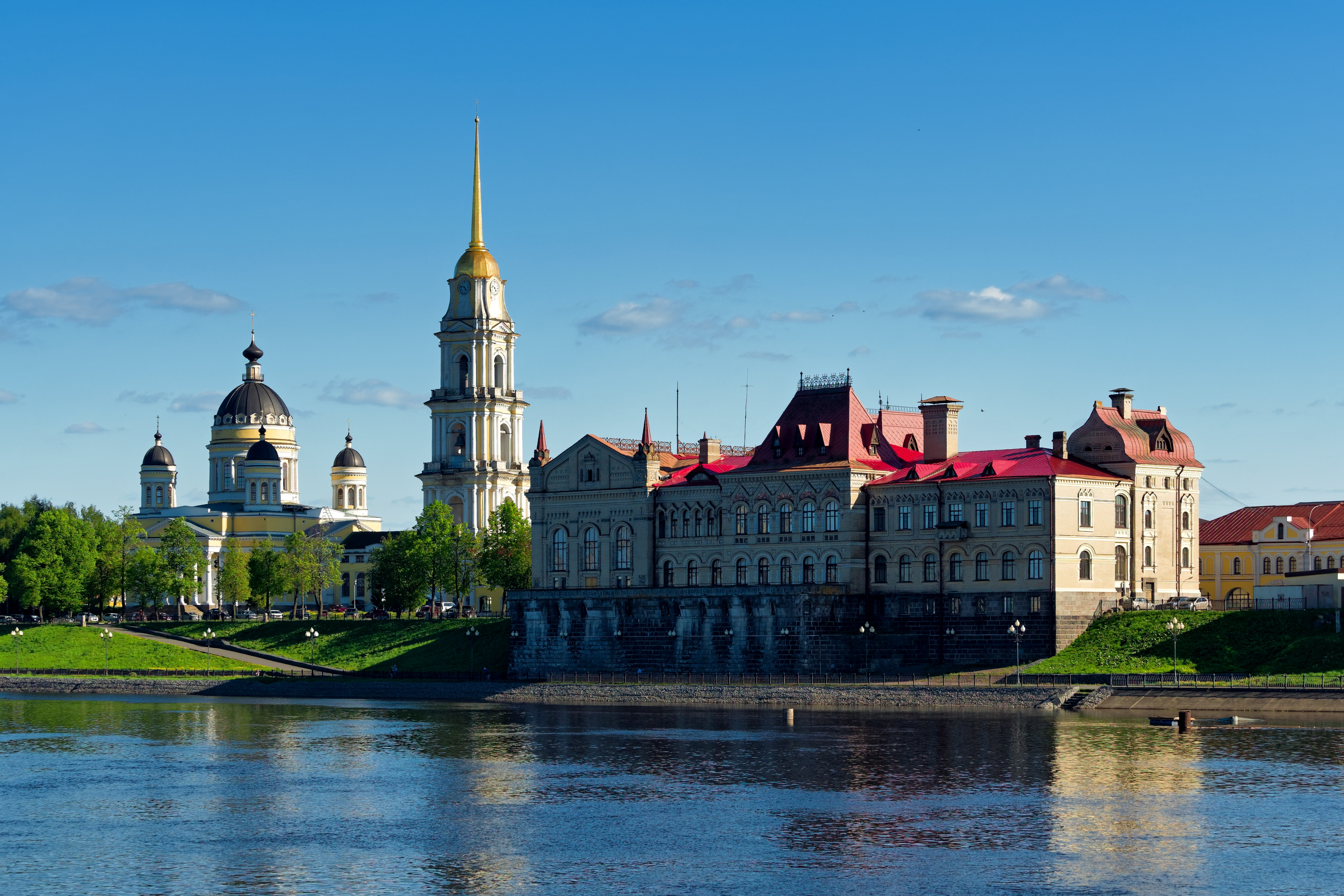
Musée-réserve d'histoire, d'architecture et d'art, Rybinsk

- L'école de peinture de Vladimir, Maison centrale des artistes, Moscou, décembre 2014[17].

- L'école de peinture de Vladimir dans la collection Ray Johnson, The Museum of Russian Art (en), Minneapolis, octobre 2017 - mars 2018[18].

## Collections publiques

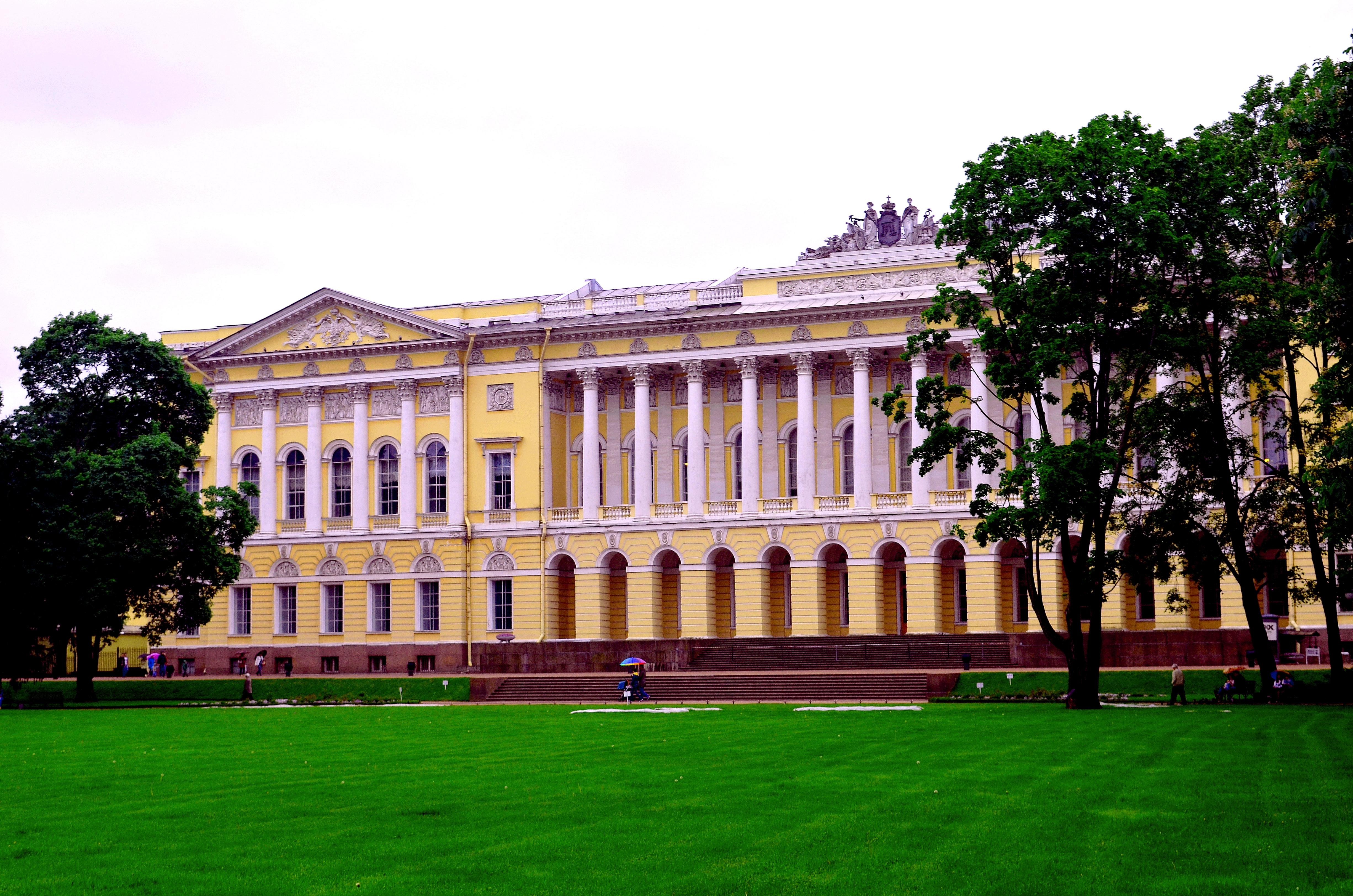
Musée russe, Saint-Pétersbourg

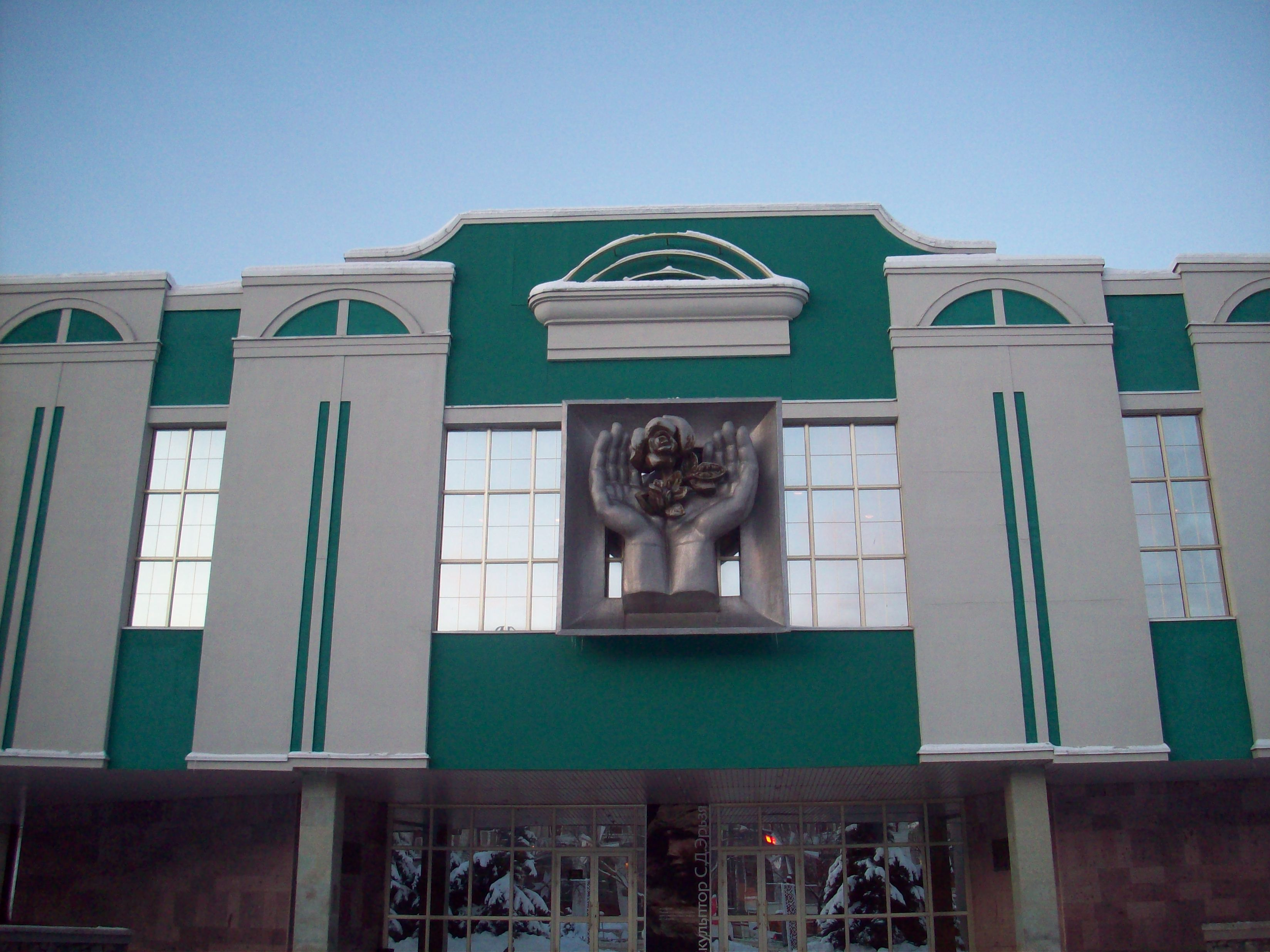
Musée des beaux-arts de La République de Mordovie, Saransk

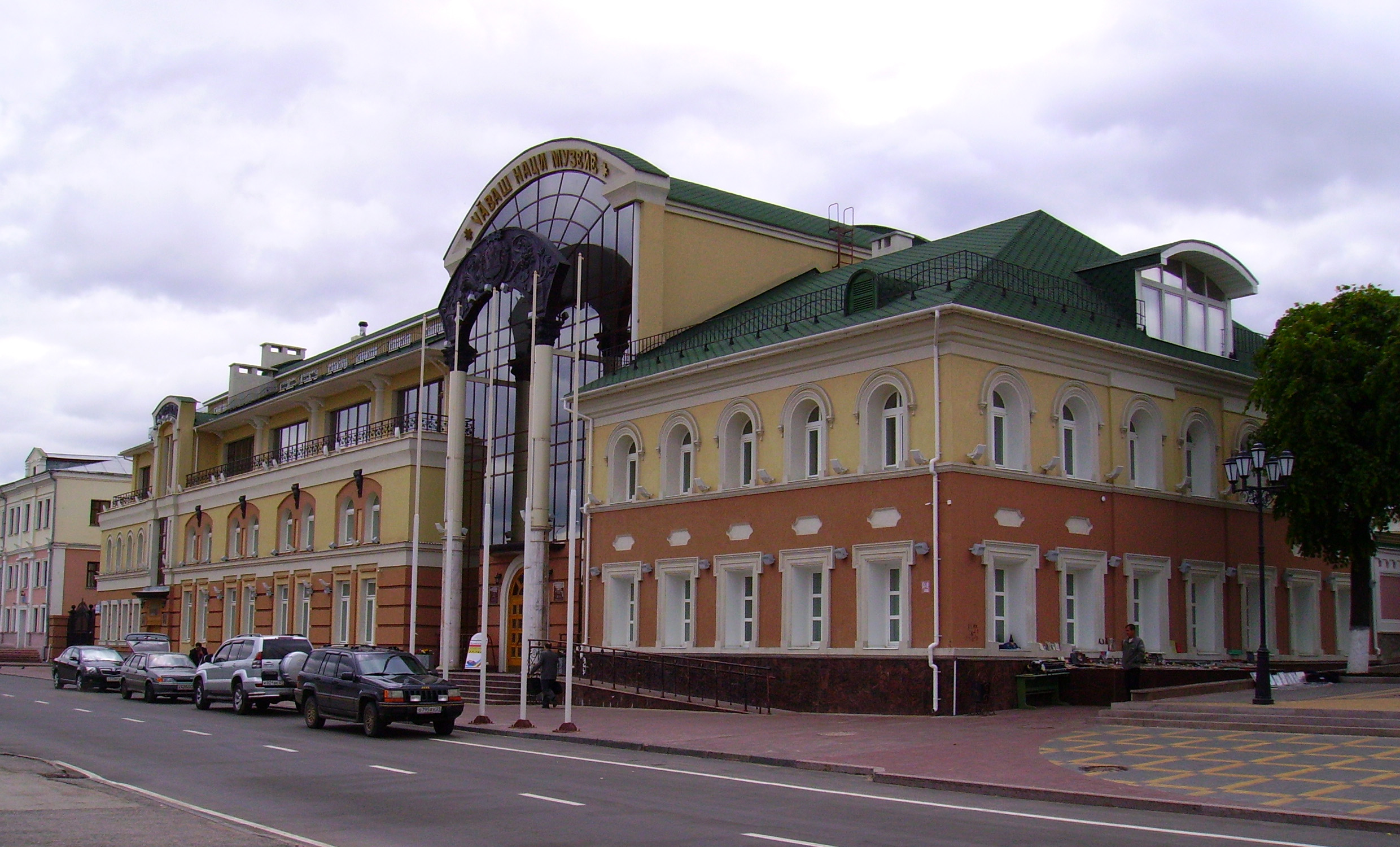
Musée national tchouvache, Tcheboksary

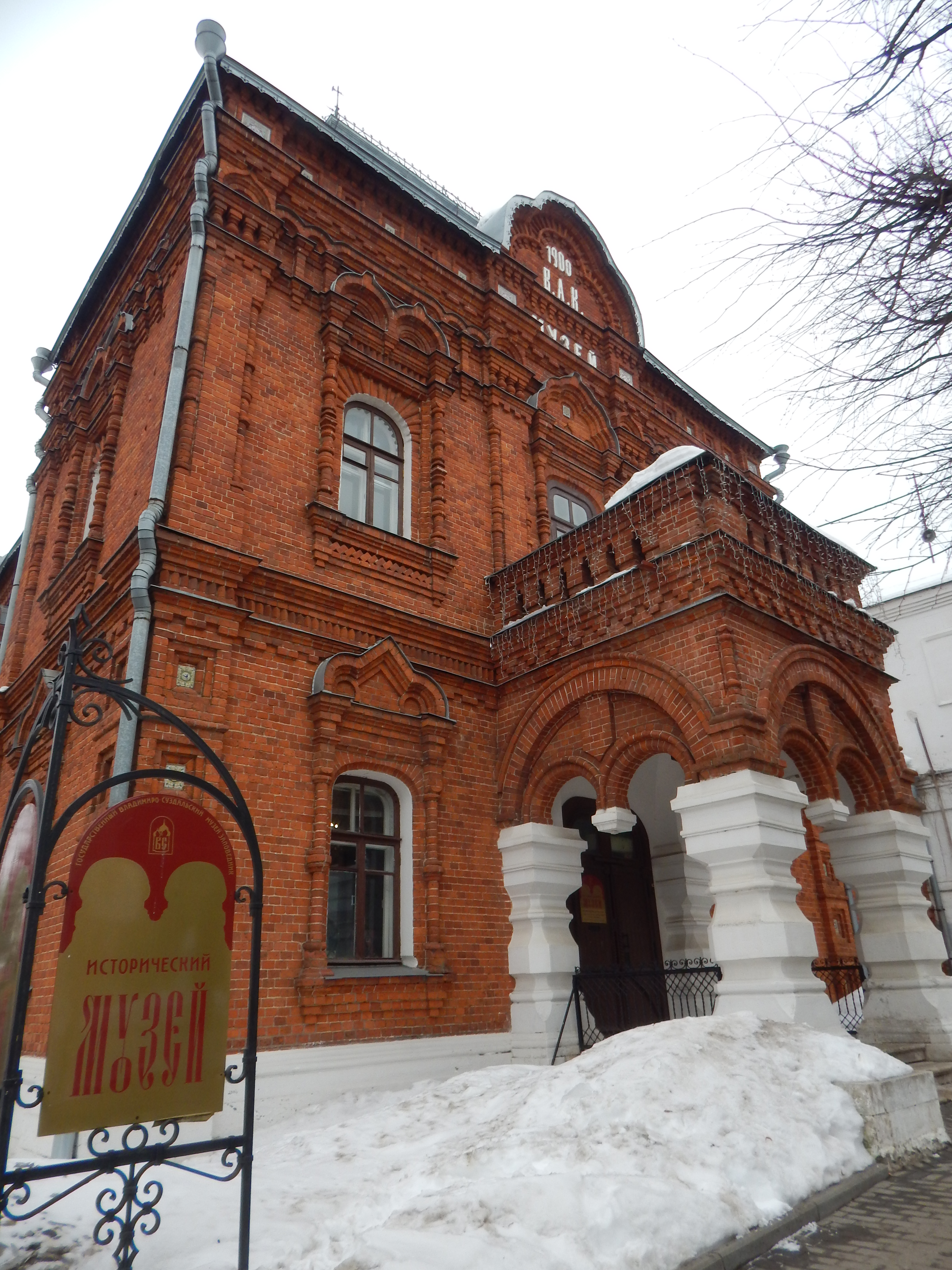
Musée-conservatoire d'histoire, des arts et d'architecture de Vladimir-Souzdal

- Musée d'art de Belgorod.
- Galerie Tretiakov, Moscou.
- Institut d'art réaliste russe (en), Moscou, Mars – Les invités sont arrivés, huile sur toile, 87x112cm[13].
- Musée de l'impressionnisme russe, Moscou,, Hiver dans l'Oural, huile sur carton, 1972[19].
- Musée d'art de Novokouznetsk.
- Musée-réserve national d'histoire, d'architecture et d'art de Pereslavl-Zalesski.
- Musée-réserve d'histoire, d'architecture et d'art d'État de Rybinsk.
- Musée russe, Saint-Pétersbourg, Automne près de Mstera, huile sur carton, 1976[20].
- Musée des beaux-arts de la République de Mordovie, Saransk.
- Musée national tchouvache, Tcheboksary (Tchouvachie).
- Musée du réalisme actuel, Togliatti[21].
- Musée d'art régional de Tomsk, Automne à Mstera, peinture[22].
- Musée-conservatoire d'histoire, des arts et d'architecture de Vladimir-Souzdal, Vladimir.
- Academy Art Museum, Easton (Maryland).
- Neue Pinakothek, Munich.
- Peter Scott Gallery, université de Lancaster[23].
- Collection du musée Russe de Malaga (es).

## Réception critique
- « Now landscapes have taken on greater diversity. The first breakthrough in the accepted formule was made by painters from the ancient town of Vladimir, not far from Moscow. They did not show Russian nature as thoughful and sad but as vivid and festive. Verdure washed byy the first thunderstorm gleams with radiance ; the prismatic colors of a rainbow rise like a fairy tale bridge over meadows strewn with daisies. This is the mood Vladimir Yukin, Kim Britov and Valery Kokurin try to convey. Their pictures are brillant, ruby and emerald colors, with a resonance that is major in key. At the same time one must admit that the Vladimir landscape artists also lean on national traditions. Not, however, those of professionnal art, but on the folk art of Russia's crafts and skills, on the gold and cinnabar of icons, on the vivid painting of clay toy figures. » - Olga Voronova[24]

## Prix et distinctions
- Peintre émérite de Russie, 1978[4].
- Artiste du peuple de la fédération de Russie, 1995.
- Médaille d'or de l'Académie russe des beaux-arts, 1997.
- Médaille d'or Pouchkine, 2000.
- Prix Isaac-Levitan, 2002.
- Citoyen d'honneur de la ville de Vladimir, 2003.

## Hommage
- Un portrait de Kim Britov, œuvre du peintre Vladimir Tokarev, a été exposé à l'exposition Russie Soviétique (en), au manège de Moscou en 1975.